# Один рубль (золотая монета)
Золотая монета 1 рубль — золотая монета Российской империи достоинством один рубль времён императриц Елизаветы Петровны и Екатерины II. Традиционно относится к категории золотых монет для дворцового обихода, но есть свидетельства о более широком применении.

## Назначение
Монеты данной серии ведут свою историю с 1756 года, когда вышел указ Монетной канцелярии от 27 февраля 1756 года, где сказано, что императрица Елизавета велит сделать по полтора пуда (24,57 кг) рублёвой и полтинной монет из золота 88-й золотниковой пробы (917-я метрическая) с пропорциями как у империалов и полуимпериалов, появившихся в прошлом году. 21 июня 1756 года выходит указ императрицы «О делании на Монетных дворах золотых рублёвых и двухрублёвых монет», который гласил:
Объявляем во всенародное известие. Указали Мы: на Наших Монетных дворах отныне делать золотые рублёвые и двухрублёвые монеты восемьдесят восьмой пробы, весом рублёвые тридцать шесть, а двухрублёвые семьдесят три девяносто шестых доли золотника, с изображением на них на одной стороне Нашего портрета, а на другой Российского герба, которым во всей Нашей Российской Империи ходить по назначенным на них ценам без прибавления и убавления оной. И дабы о тех монетах во всём Государстве было известно, о том публиковать печатными указами. О чём сим и публикуется.
Монеты этих времён достоинством до 10 рублей (империалы) считались мелкими, и многие исторические источники указывают, что основным их назначением стало использование в дворцовом обиходе — прежде всего для азартных игр. Но также есть сведения, что некоторые партии монет отправлялись в обычный оборот. Так, во время Семилетней войны в Сенатском указе Монетной канцелярии от 28 марта 1757 года говорится об отправке в Ригу к генерал-фельдмаршалу Апраксину золотых рублёвиков, полуимпериалов и империалов на общую сумму 110980 рублей. Это было сделано с расчётом на то, что золотая монета, соответствующая по весу и пробе голландскому червонцу, будет беспрепятственно приниматься в Европе. С 1756 по 1758 год более 130000 золотых рублей были изготовлены на Санкт-Петербургском и Московском монетных дворах. Изначально планировалось сохранять строгую пропорцию по содержанию золота с империалами и полуимпериалами, однако для сокращения издержек масса мелкой монеты была незначительно уменьшена. 
В XVIII—XIX веках карточная игра была неотделимой частью дворцовой культуры. Во время царствования Елизаветы Петровны игра в карты закрепилась и стала устойчивым элементом быта дворянства, общественная значимость карт возросла, а увлечение карточными играми стало маркером принадлежности к высшему сословию. В 1761 году Елизавета Петровна запретила азартные игры, но разрешила играть в знатных дворянских домах и императорском дворце с оговоркой, что играть можно «не на большие, но на самые малые суммы денег, не для выигрыша, но единственно для препровождения времени». По мнению нумизмата Джулиана Роберта, мелкие золотые монеты могли быть использованы как игровые фишки и как мелочь при игре у высших слоёв общества. Вместе с тем, Роберт выражает сомнения относительно господствующей версии, что эти монеты были отчеканены для двора, особенно номиналы в один и два рубля. Говоря о назначении золотых монет малого номинала, И. Г. Спасский без ссылки на первоисточник пишет, что предназначались такие монеты «более для внутреннего дворцового обихода, чем для широкого обращения», однако замечает: «встречаются некоторые из них довольно часто и притом в основательно потёртом виде».
Чеканка продолжилась при Екатерине II, было изготовлено около 15,7 млн золотых монет — в основном это были крупные номиналы. Мелкие монеты составляли небольшую часть этого объёма, упоминаний о тиражах этих монет практически не обнаружено, как и документов, подтверждающих их выпуск, — но сами монеты широко известны.

## Монеты

### Золотой рубль Елизаветы Петровны
Золотые рубли в правление императрицы изготавливали в 1756—1758 годах. На аверсе рублёвых монет подобный полтинам портрет императрицы. Круговая надпись на аверсе: «Б∙М∙ЕЛИСАВЕТЪ∙I∙IМП:IСАМОД:ВСЕРОС∙» (Божьей милостью Елизавета I императрица и самодержица всероссийская). Реверс монеты украшает двуглавый орёл, увенчанный тремя императорскими коронами. На груди орла большой червлёный овальный щит с гербом Москвы. В лапах орла символы императорской власти: скипетр и держава. Круговая надпись на реверсе: «МОН ∙ ЦЕНА ∙ РȣБЛЬ ∙ 17 56 ∙». Имеют шнуровидный гурт. Вес монеты {\displaystyle \sim }1,60 г, чистого золота {\displaystyle \sim }1,47 г, диаметр {\displaystyle \sim }16 мм. На Красном монетном дворе чеканилось, по каталогу Биткина, в 1756 году — 30 789 монет, в 1757 году — 14 324, в 1758 году — 116 606; монеты 1757 года считаются редкими. На Санкт-Петербургском монетном дворе было сделано 5655 монет.
В 1756 году был отчеканен пробный золотой рубль 1756 года («орёл в облаках») с необычным реверсом. На оборотной стороне монеты двуглавый орёл с расправленными крыльями расположен в три четверти оборота влево, увенчан тремя императорскими коронами. Над орлом облако. Надпись такая же, как и у обычных золотых рублёвиков, а гурт гладкий. В каталоге Биткина монета описана как редчайшая (2-3 экземпляра).
Некоторые рублёвые монеты как елизаветинского, так и последующего екатерининского периодов являются так называемыми «новоделами» — они были официально отчеканены в более поздний период для удовлетворения запросов коллекционеров. На Санкт-Петербургском монетном дворе изготавливали новоделы, в том числе елизаветинские рубли, вплоть до 1890 года, после чего их чеканка была запрещена указом Александра III по прошению великого князя Георгия Михайловича.
В частности, известен новодел пробного рубля 1756 года из золота 917 пробы; его диаметр составляет 15—16 мм, вес равен 1,60 г, чистого золота 1,47 г. Был отчеканен в Санкт-Петербургском монетном дворе. На аверсе новодела одного рубля изображён правый погрудный профиль Елизаветы Петровны. На голове расположена малая императорская корона, волосы украшены жемчугом и драгоценными камнями. Бюст воспроизведён в расшитом и украшенном драгоценными камнями платье. На правом плече скреплена застёжкой спадающая мантия. Круговая надпись: «Б∙М∙ЕЛИСАВЕТЪ∙I∙IМП:IСАМОД:ВСЕРОС∙». На реверсе изображен вензель императрицы Елизаветы Петровны, над вензелем императорская корона (последующие после пробного серийные золотые рубли вместо вензеля содержали герб). Круговая надпись: «МОН ∙ ЦЕНА ∙ РȣБЛЬ ∙ 1756 ∙». Новодел одного рубля 1756 года имеет 6 вариантов: #H560—#H561 (Биткин R3); #H562 (Биткин R4); #H564—#H565 (Биткин R3); #H566 (Биткин R3 PIED-FORT).
«Независимая газета» сообщила, что в декабре 2016 года на нумизматическом аукционе в Москве «исключительно редкий золотой елизаветинский рубль 1756 года», «отчеканенный полированными штемпелями», был продан за 80 тысяч долларов.

### Золотой рубль Екатерины II
Золотой рубль чеканился при Екатерине II в 1779 году. Изображение императрицы на аверсе повторяет портрет на лицевой стороне империала 1777 года. Погрудный портрет императрицы изображён в профиль, вправо; голову украшают малая императорская корона и лавровый венок. Волосы зачёсаны назад, один локон спущен на спину, другой на правое плечо, в волосах лента. Бюст в платье, расшитом и украшенном драгоценными камнями, на плечах лежит мантия. Через правое плечо надета андреевская лента. Круговая надпись: «Б∙М∙ЕЛИСАВЕТЪ∙I∙IМП∙ИСАМОД∙ВСЕРОС». На реверсе двуглавый орёл, увенчанный тремя императорскими коронами. На груди большой червлёный овальный щит с гербом Москвы. В лапах он держит скипетр и державу. Круговая надпись: «МОН ∙ ЦЕНА ∙ РȣБЛЬ ∙ 17 79 ∙». Монета имеет шнуровидный гурт. Вес монеты ~1,31 г, чистого золота ~1,20 г, диаметр ~15 мм.